# Horváth József (orvos, 1794–1849)
Horváth József (Lukácsháza, 1794. február 1. – Bát, 1849. május 23.) orvos; a Magyar Tudományos Akadémia rendes tagja (1830).

## Életpályája
Kőszegen járt iskolába, ahol Faludi Ferenc munkái felkeltették érdeklődését a magyar irodalom iránt. 1811-ben belépett a piarista rendbe, Kecskeméten töltött két próbaévet, ahol segédtanító is volt, közben a római klasszikus irodalommal és magyar írókkal foglalkozott. 1813-ban a tatai gimnáziumhoz helyezték, itt a II. nyelvtani osztályban tanított, emellett franciául és olaszul tanult. 1814-ben kilépett a rendből. Előbb Szombathelyen, majd Pesten bölcseletet hallgatott, 1819-ben bölcsészdoktori oklevelet szerzett. Ezután orvostanhallgató lett, és 1822-ben orvosdoktorrá avatták. Orvosi gyakorlatát Pesten kezdte, közben az írást sem hagyta abba. 1824-ben elhagyta Pestet és Bakabánya tisztiorvosa lett. 1825-ben Hont vármegye tiszteleti, 1829-ben rendes főorvosává nevezték ki. A Magyar Tudományos Akadémia megalakulásakor az igazgatóság 1830. november 17-én vidéki rendes taggá nevezte ki. Az akadémián 1851. április 26-án Toldy Ferenc tartott fölötte emlékbeszédet.
Cikkeket írt a Társalkodóba, az Orvosi Tárba (1831. X. A keleti dögkór okairól, 1840. Az orvosi és seborvosi tudomány állapota Indiában Souty I. A szerint. IV. 1843. Adatok a másító, alterans, gyógymódhoz, 1845. Adatok a gyógytudomány korábbi történetéhez a zsidók között, Nézetek az anyarozs származásáról, 1846. Az orvosok és orvosi gyakorlat Oroszhon belsejében, németből, 1848. Nehány szó a gyógyszerészet ügyében); a Tudománytárba (1841. Értekezések X. A hideg vízgyógyászat története.)

## Munkái
- Dissertatio inaug. medica de otitide, et nonnullis ejusdem sequelis. Pestini, 1822.
- Tanácsadó az elhálás előtt, alatt és után, az az rövid utasitás, miként kelljen az elhálást, vagy nemi közösülést ugy gyakorolni, hogy az egészségnek ne ártson, és szép, egészséges és erős gyermekeket lehessen nemzeni. Egy toldalékkal, melyben a nemet s az ember nemzését illető titkok magyaráztatnak. Becker G. W. [Gottfried Wilhelm Becker] után németből ford. Pest, 1829.
- Az orvos mint házi-barát, vagy egy orvosnak az atyák- s anyákhoz intézett barátságos oktatásai, minden gondoltatható nyavalyákról akármelly korban. Egy hív s közönségesen érthető tanácsadó mind azokra nézve, kik a betegségeket magok ismerni akarják, vagy orvosi segítségre szert nem mindjárt tehetnek. Dr. Frank Lajos Fridrik után a harmadik német kiadás szerint ford. Pest, 1829. (2. javított kiadás. Pest, 1830. Online)
- A testi gyermek-nevelés megjobbitására szolgáló javallatok az első életszakaszokban, némely makacs és hirtelen megölő betegségekről, ártalmas szokásoktól és visszaélésektől és veszedelmes ruházatoktól védő intésekkel együtt. A kezdő anyák számára Gölis L. Antal [Leopold Anton Gölis] után németből fordítá a 2. kiadás szerint. Pestini, 1830.
- Tanácsadó mindazokra nézve, a kik az aranyérben... szenvednek. Itt előadatnak azon védrendszabályok is, miként óhajtja magát kiki a közönségesen elterjedt nyavalyától, és különös tekintetbe vétetnek a vele rokon bajok ... Richter F. után németből ford. Pestini, 1830. (2. kiadás. Pestini, 1836.)
- Samuel Hahnemann Organon című művének fordítása, Bugát Pállal közösen (1830).
- A bujakórság vagyis venusi nyavalya a maga egész kiterjedésében és formájában. Wendt János [Johann Wendt 1777–1845] után németből ford. Pestini, 1830.
- A hideg viz derék munkálatjairól az emberi test erősitésére és számos nyavalyák elháritására, de főképpen a köszvény, csúz, gyomorbajok, fejfájás, aranyér, bénultság ellen sat. Egy toldalékkal: az ecet és tej gyógyerejéről. Floyer John után, a 2. javított német kiadás szerint magyaritá H. J. Pestini, 1834.
- Utmutatás a betegségek olcsó s mégis biztos orvoslására, annak bebizonyitásával, hogy a patikák többnyire nélkülözhetők és azok kevesbitése az országra, s emberiségre, az orvosi rend s művészetre nézve hasznos. Ott Ferenc Endre után ford. Pestini, 1845.

Kéziratban maradt egy latinból fordított mitológiai-históriai szótár töredéke (A-M-ig) és a ritkább magyar szavak gyűjteménye. Legnevezetesebb munkája id. Plinius természettudományi enciklopédiája, a Naturalis Historia fordítása, melyen haláláig dolgozott és a XX. könyvig haladt. A Magyar Tudományos Akadémiánál közreműködött orvosi műszók magyarázásával és tájszók beküldésével.